# تسيتسي دانغاريمبغا
تسيتسي دانغاريمبغا (بالإنجليزية: Tsitsi Dangarembga) (مواليد 4 فبراير 1959)، هي روائية وكاتبة مسرحية ومُخرجة سينمائية زيمبابوية.

## أعمال سينمائية
- نيريا (1993) (كتابة قصة الفيلم).
- طفل للجميع (فيلم) (1996).

## روابط خارجية
تسيتسي دانغاريمبغا على موقع IMDb (الإنجليزية)
- تسيتسي دانغاريمبغا على موقع الموسوعة البريطانية (الإنجليزية)
- تسيتسي دانغاريمبغا على موقع مونزينجر (الألمانية)
- تسيتسي دانغاريمبغا على موقع ألو سيني (الفرنسية)
- تسيتسي دانغاريمبغا على موقع أول موفي (الإنجليزية)
- تسيتسي دانغاريمبغا على موقع قاعدة بيانات الفيلم (الإنجليزية)
- تسيتسي دانغاريمبغا على موقع كينوبويسك (الروسية)